# Linköping (1846)
Linköping var ett svenskt passagerarfartyg, som levererades 1846 av Motala varv i Norrköping till Linköpings Ångfartygsbolag i Linköping (”Linköpings Bolaget”). Det var det första svenska fartyget som framdrevs med propeller.

Hon gjorde sin jungfruresa till Stockholm den 17 maj 1846 och gjorde sin premiärtur den 25 maj på traden Stockholm-Linköping. Färden gick bra fram till Stångåns mynning men därifrån till Nykvarn, där Linköpings stad färdigbyggt en hamn 1843, tog resan 13 timmar. Fartyget fastnade flera gånger i fasta fiskeredskap som lagts ut i ån.
År 1869 köptes hon av C.J. Ajaxon i Linköping, fortsatte ett tag att trafikera traden Stockholm-Linköping, men såldes samma år och döptes om till Runeberg och sattes in på traden Stockholm-Norrköping.
År 1871 sattes in i trafik på traden Stockholm-Norrtälje-Trästa för att året därpå säljas till Örnsköldsvik för att användas som bogserbåt, 1874 omdöpt till Delphin. Den 30 oktober 1874, under bogsering av en timmerbom från Husum mot Örnsköldsvik, gick fartyget kl 05:00 på grund i närheten av Skags lotsstation. Kabeln mellan fartyget och timmerbommen trasslade in sig i rodret. Besättningen lämnade fartyget och såg efter en stund att brand utbrutit ombord. Fartyget totalförstördes av branden och timmerbommen drev iväg.
André Oscar Wallenberg var under ett par år på 1840-talet befälhavare på Linköping.